# Hans Lüken
Die Hans Lüken war ein Seenotrettungskreuzer der 19-m-Klasse der Deutschen Gesellschaft zur Rettung Schiffbrüchiger (DGzRS), der 1969 von der Schweers-Werft in Bardenfleth unter Werft-Nr. 6409 erbaut wurde. Die DGzRS-interne Bezeichnung lautete KRS 04.
Das Tochterboot Abelius hatte die interne Bezeichnung KRT 04.

## Namensgebung
Der Kreuzer wurde am 23. September 1969 auf den Namen des Vormanns des Motorrettungsbootes Hindenburg getauft, das am 28. November 1940 von einem Einsatz in der Nähe von Borkum nicht  mehr zurückkehrte (möglicherweise lief das Boot auf eine Mine).

Außer Lüken starben noch fünf weitere Rettungsmänner, unter ihnen der Zweite Vormann Abelius Meyenburg. Nach ihm erhielt das Tochterboot der Hans Lüken den Namen Abelius.

## Stationierung
Von September 1969 bis Juni 1980 war der Kreuzer in Wilhelmshaven stationiert. Im Juli 1980 begann der Dienst auf der Insel Langeoog, der im April 1991 endete. Danach wurde der Kreuzer im Juli 1991 auf die damals nach der Wiedervereinigung neu errichteten Station Greifswalder Oie verlegt. Im Juli 1996 erfolgte die Umstationierung der Hans Lüken nach Büsum; bereits im Oktober 1996 wurde das Schiff aber von dort wieder abgezogen und durch einen Neubau, der Hans Hackmack ersetzt. Nach einer vorübergehenden Außerdienststellung wurde die Hans Lüken ab 1. September 1997 zum Reserveboot, um beispielsweise andere Seenotrettungseinheiten während eines Werftaufenthaltes zu vertreten. Die endgültige Außerdienststellung erfolgte im Juli 2002.

## Verbleib
Im Oktober 2002 wurde die Hans Lüken als Exponat im Deutschen Schifffahrtsmuseum in Bremerhaven ausgestellt.

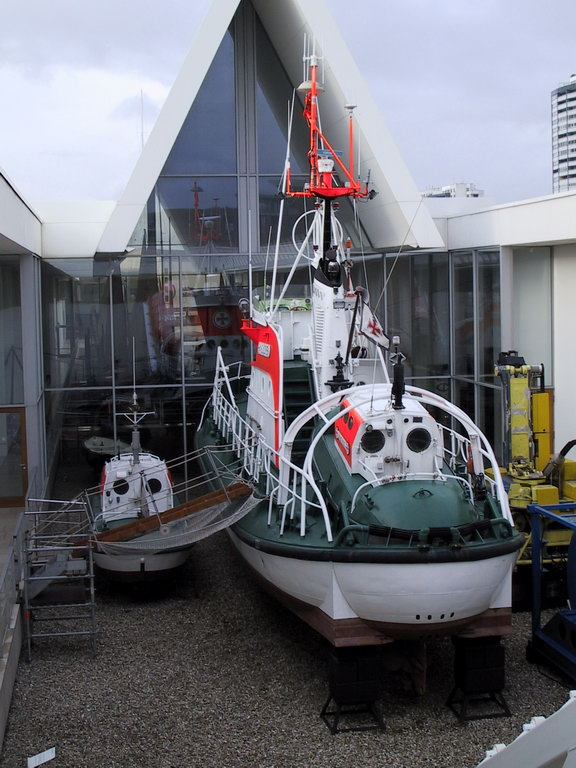
Hans Lüken im Deutschen Schiffahrtsmuseum Bremerhaven
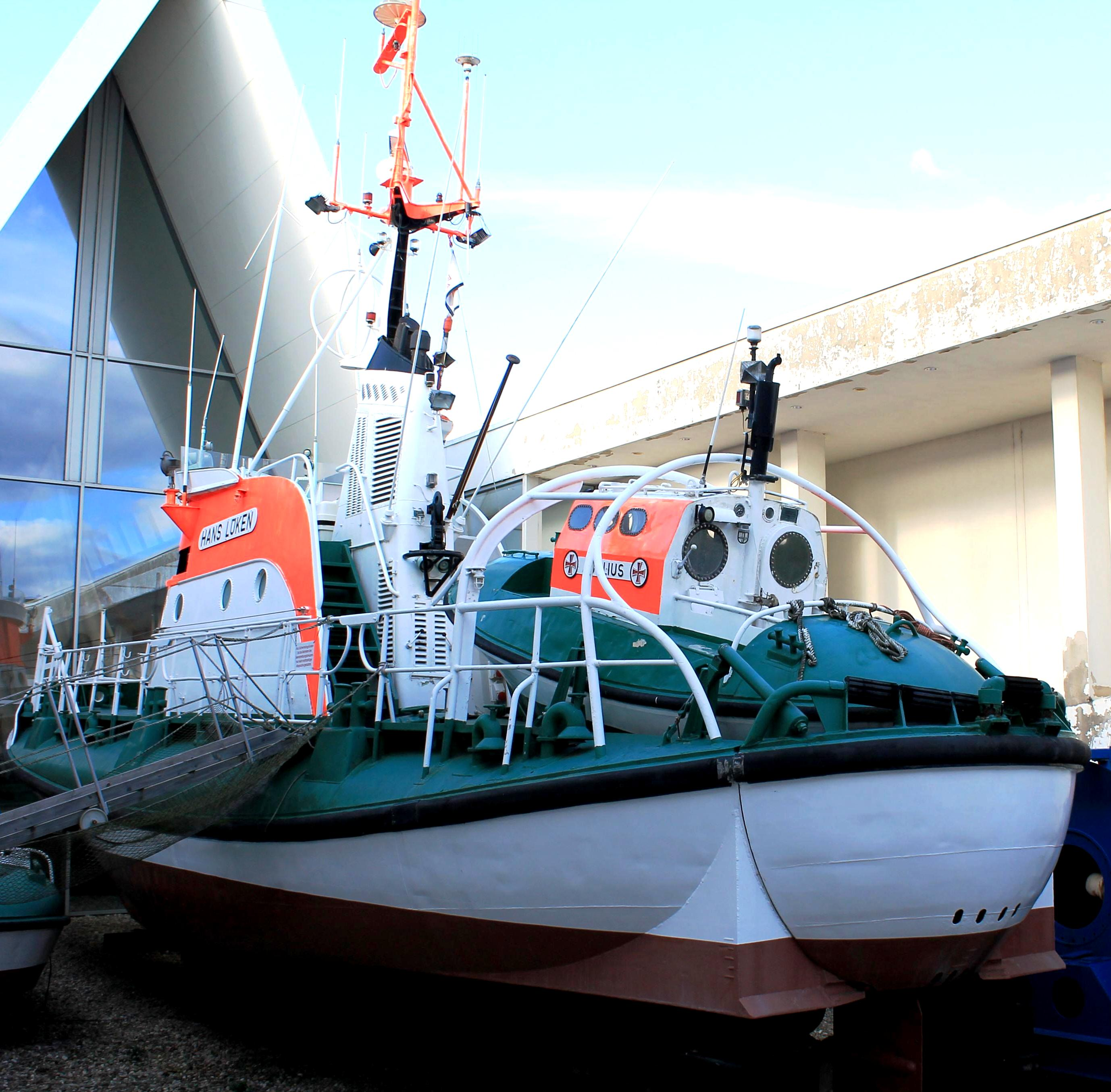
Die Hans Lüken von hinten fotografiert
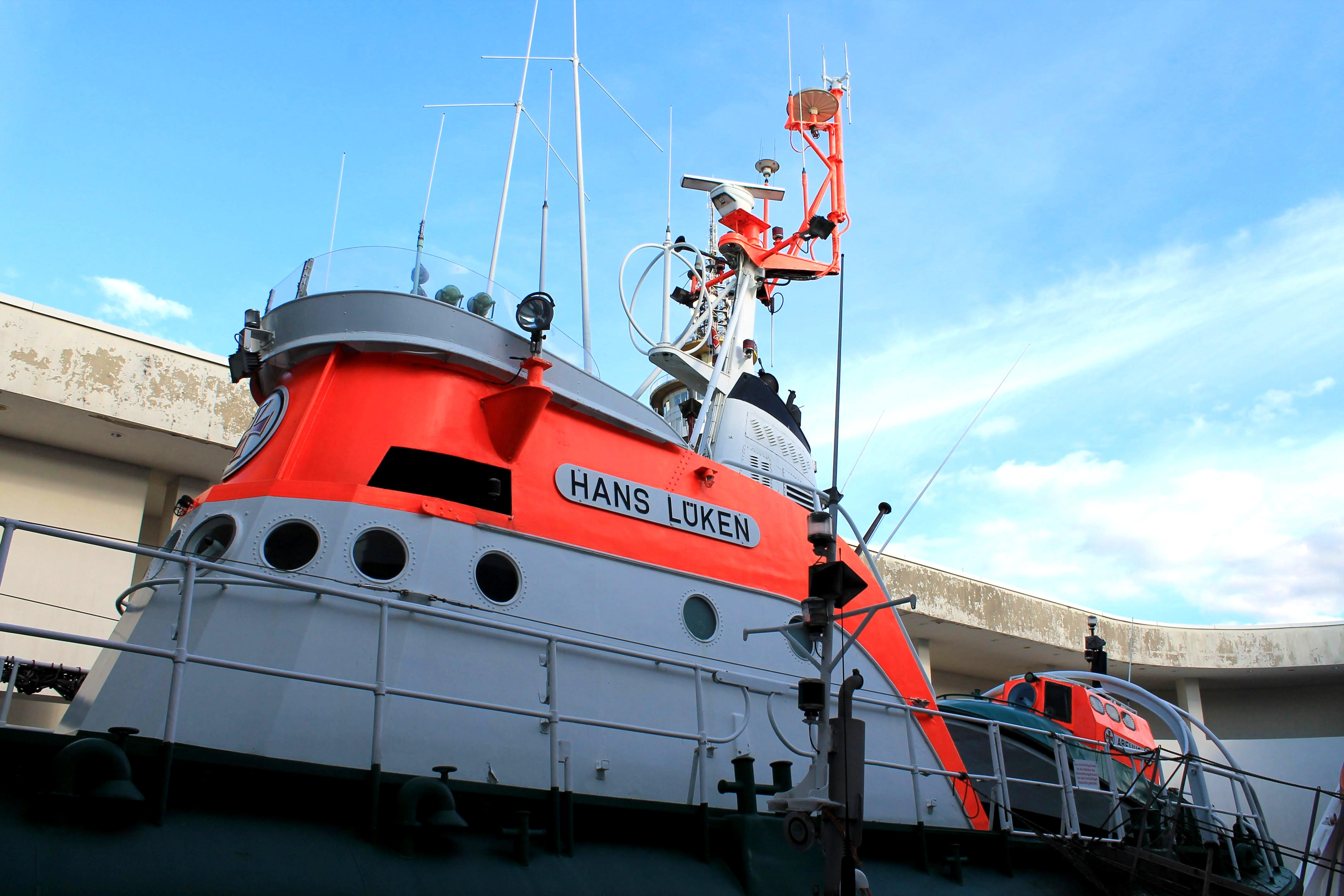
Die Aufbauten der Hans Lüken

## Schwesterschiffe
- Otto Schülke
- H.-J. Kratschke
- G. Kuchenbecker